# Ciclismo ai Giochi della XXXI Olimpiade - Keirin femminile

## Risultati

### Primo turno
Batteria 1
| Pos. | Ciclista           | Nazione   | Distacco | Note |
| ---- | ------------------ | --------- | -------- | ---- |
| 1    | Kristina Vogel     | Germania  |          | Q    |
| 2    | Anna Meares        | Australia | +0.002   | Q    |
| 3    | Martha Bayona      | Colombia  | +0.066   | R    |
| 4    | Anastasiia Voinova | Russia    | +0.186   | R    |
| 5    | Gong Jinjie        | Cina      | +0.368   | R    |
| 6    | Monique Sullivan   | Canada    | +0.411   | R    |

Batteria 2
| Pos. | Ciclista            | Nazione       | Distacco | Note |
| ---- | ------------------- | ------------- | -------- | ---- |
| 1    | Lee Wai Sze         | Hong Kong     |          | Q    |
| 2    | Zhong Tianshi       | Cina          | +0.212   | Q    |
| 3    | Daria Shmeleva      | Russia        | +1.267   | R    |
| 4    | Laurine van Riessen | Paesi Bassi   | +3.929   | R    |
|      | Tania Calvo         | Spagna        | DNF      | R    |
|      | Virginie Cueff      | Francia       | DNF      | R    |
|      | Olivia Podmore      | Nuova Zelanda | DNF      | R    |

Batteria 3
| Pos. | Ciclista         | Nazione       | Distacco | Note |
| ---- | ---------------- | ------------- | -------- | ---- |
| 1    | Rebecca James    | Gran Bretagna |          | Q    |
| 2    | Lee Hye-jin      | Corea del Sud | +0.017   | Q    |
| 3    | Natasha Hansen   | Cuba          | +0.018   | R    |
| 4    | Helena Casas     | Spagna        | +0.092   | R    |
| 5    | Stephanie Morton | Australia     | +0.111   | R    |
| 6    | Kate O'Brien     | Canada        | +0.244   | R    |
| 7    | Miriam Welte     | Germania      | +0.477   | R    |

Batteria 4
| Pos. | Ciclista           | Nazione     | Distacco | Note |
| ---- | ------------------ | ----------- | -------- | ---- |
| 1    | Elis Ligtlee       | Paesi Bassi |          | Q    |
| 2    | Simona Krupeckaite | Lituania    | +0.010   | Q    |
| 3    | Lisandra Guerra    | Cuba        | +0.100   | R    |
| 4    | Olga Ismayilova    | Azerbaigian | +0.256   | R    |
| 5    | Shannon McCurley   | Irlanda     | +0.431   | R    |
| 6    | Sandie Clair       | Francia     | +0.555   | R    |
| 7    | Liubov Basova      | Ucraina     | P        | R    |

### Ripescaggi
Batteria 1
| Pos. | Ciclista         | Nazione     | Distacco | Note |
| ---- | ---------------- | ----------- | -------- | ---- |
| 1    | Martha Bayona    | Colombia    |          | Q    |
| 2    | Stephanie Morton | Australia   | +0.085   |      |
| 3    | Virginie Cueff   | Francia     | +0.144   |      |
| 4    | Olga Ismayilova  | Azerbaigian | +0.145   |      |

Batteria 2
| Pos. | Ciclista         | Nazione | Distacco | Note |
| ---- | ---------------- | ------- | -------- | ---- |
| 1    | Liubov Basova    | Ucraina |          | Q    |
| 2    | Daria Shmeleva   | Russia  | +0.116   |      |
| 3    | Helena Casas     | Spagna  | +0.124   |      |
| 4    | Tania Calvo      | Spagna  | +0.199   |      |
| 5    | Monique Sullivan | Canada  | +0.306   |      |

Batteria 3
| Pos. | Ciclista            | Nazione       | Distacco | Note |
| ---- | ------------------- | ------------- | -------- | ---- |
| 1    | Laurine van Riessen | Paesi Bassi   |          | Q    |
| 2    | Natasha Hansen      | Nuova Zelanda | +0.001   |      |
| 3    | Gong Jinjie         | Cina          | +0.129   |      |
| 4    | Sandie Clair        | Francia       | +0.800   |      |
| 5    | Miriam Welte        | Germania      | +1.669   |      |

Batteria 4
| Pos. | Ciclista           | Nazione       | Distacco | Note |
| ---- | ------------------ | ------------- | -------- | ---- |
| 1    | Anastasiia Voinova | Russia        |          | Q    |
| 2    | Kate O'Brien       | Canada        | +0.175   |      |
| 3    | Lisandra Guerra    | Cuba          | +0.260   |      |
| 4    | Shannon McCurley   | Irlanda       | +0.268   |      |
| 5    | Olivia Podmore     | Nuova Zelanda | +0.423   |      |

### Secondo turno
Batteria 1
| Pos. | Ciclista           | Nazione       | Distacco | Note  |
| ---- | ------------------ | ------------- | -------- | ----- |
| 1    | Kristina Vogel     | Germania      |          | F     |
| 2    | Elis Ligtlee       | Paesi Bassi   | +0.398   | F     |
| 3    | Anastasiia Voinova | Russia        | +0.533   | F     |
| 4    | Lee Hye-jin        | Corea del Sud | +1.046   | F7-12 |
| 5    | Zhong Tianshi      | Cina          | P        | F7-12 |
| 6    | Martha Bayona      | Colombia      | DNF      | F7-12 |

Batteria 2
| Pos. | Ciclista            | Nazione       | Distacco | Note  |
| ---- | ------------------- | ------------- | -------- | ----- |
| 1    | Anna Meares         | Australia     |          | F     |
| 2    | Rebecca James       | Gran Bretagna | +0.011   | F     |
| 3    | Liubov Basova       | Ucraina       | +0.041   | F     |
| 4    | Laurine van Riessen | Paesi Bassi   | +0.165   | F7-12 |
| 5    | Simona Krupeckaite  | Lituania      | +0.192   | F7-12 |
| 6    | Lee Wai Sze         | Hong Kong     | DNF      | F7-12 |

### Finali

#### Finale 7-12
| Pos. | Ciclista            | Nazione       | Distacco | Note |
| ---- | ------------------- | ------------- | -------- | ---- |
| 7    | Lee Wai Sze         | Hong Kong     |          |      |
| 8    | Lee Hye-jin         | Corea del Sud | +0.059   |      |
| 9    | Laurine van Riessen | Paesi Bassi   | +0.140   |      |
| 10   | Martha Bayona       | Colombia      | +0.220   |      |
| 11   | Zhong Tianshi       | Cina          | +0.445   |      |
| 12   | Simona Krupeckaite  | Lituania      | +0.464   |      |

#### Finale
| Pos. | Ciclista           | Nazione       | Distacco | Note |
| ---- | ------------------ | ------------- | -------- | ---- |
|      | Elis Ligtlee       | Paesi Bassi   |          |      |
|      | Rebecca James      | Gran Bretagna | +0.033   |      |
|      | Anna Meares        | Australia     | +0.038   |      |
| 4    | Anastasiia Voinova | Russia        | +0.111   |      |
| 5    | Liubov Basova      | Ucraina       | +0.152   |      |
| 6    | Kristina Vogel     | Germania      | +0.163   |      |